# Johann Gottlieb Sillem (1893-1955)
Johann Gottlieb Sillem (Amsterdam, 16 november 1893 - Den Dolder, 24 februari 1955), was een Nederlands diplomaat. 

## Jeugd, opleiding, persoonlijk
Johann Gottlieb Sillem (zich noemende John) was de oudste van de vier zonen van Ernst Sillem (1864-1919) en Augusta Gaymans (1870-1946). Van 1912 - 1919 studeerde hij rechten aan de Universiteit van Leiden. Aldaar promoveerde hij op dinsdag 9 december 1919 op stellingen ter verkrijging van de graad van doctor in de rechtswetenschap. Sillem trouwde 28 januari 1920 te Amsterdam met Maria Antonia Aleida van Ogtrop (1894 - 1987), dochter van Mr. Henricus Joannes van Ogtrop en Aleida Gijsberta Maria Hanlo. 
Uit dit huwelijk twee zoons waaronder de dirigent Maurits Sillem, die in Bern geboren werd. 
In 1950 scheidde Sillem van Aleida van Ogtrop en hertrouwde hij op 20 december 1950 met Elisabeth Adrienne Eugénie Maximiliane gravin Schimmelpenninck. Uit dit huwelijk twee dochters.

## Werkzaam leven
- Den Haag: secretaris 2de klasse verbonden aan het departement van Buitenlandse Zaken
- Parijs: attaché aldaar 1921, in de periode daaropvolgend dezelfde functie vervullend in Brussel en daarna in Madrid.
- Praag: gezantschapssecretaris 2e klasse van het Nederlandse gezantschap (1823-1925)
- Buenos Aires: gezantschapssecretaris 2e klasse (1925-1926).
- Bern: gezantschapssecretaris 1e klasse (1927-1929)
- Rome: gezantschapssecretaris 1e klasse (1930-1932)
- Athene: zaakgelastigde van het Nederlandse gezantschap (1932-1937)
- Lissabon: buitengewoon gezant en gevolmachtigd minister (1937-1941).

J.G. Sillem werd begraven op begraafplaats Den en Rust te Bilthoven.

## Onderscheidingen
- Ridder in de Orde van de Nederlandse Leeuw
- Officier in de Orde van Oranje-Nassau
- Grootcommandeur in de Orde van George I
- Ridder in de Orde van Sint-Mauritius en Sint-Lazarus
- Kruis van Verdienste der IIIe Klasse (Hongarije)

## Publicaties
Tijdens zijn verblijf op het Zuid-Amerikaanse continent naar aanleiding van zijn werkzaamheden aldaar in de diplomatieke dienst maakte Sillem gebruik van de mogelijkheid om een reis te maken naar het ijsgebied van Zuidelijk Patagonië. Hij schreef daar een reisverslag over. Het verslag van deze expeditie verscheen in het Tijdschrift van het Koninklijk Nederlands Aardrijkskundig Genootschap (K.N.A.G.), nov. 1928, nr. 6